# Панславизъм
 Тази статия е за Панславизма.  За руското обществено културно-историческо движение вижте Славянофилство.  
Панславизмът е обществено движение от средата на XIX век, чиято цел е единството на славянските народи. Главният му център са Балканите, където южните славяни са под контрола на 2 големи империи – Австрийската и Османската империя.
Често използвани символи на панславизма са панславянските цветове (червено, бяло, синьо) и панславянският химн, „Хей, славяни“.

## Произход и развитие
Панславянската идея е продукт на една реч в родния град на Винко Прибоевич. Във времената на пионерство на пресата на Гутенберг, местните му приятели, от кръга на далматинските хуманисти, изготвили специално издание на речта му. „Слово за произхода на увенчаните със слава славяни“, придружено от похвали и стихове за автора, е отпечатано във Венеция през 1532 г. на латински език. През 1595 г., когато е сключена Брестката уния, словото му е подготвено и издадено в превод на италиански език. 
Панславянската идея изкристализира изпърво в Далмация /приляла се през XIX век в илиризъм/ провокирана от стогодишната хърватско-османска война (1493 – 1593) в контекста на трите османско-венециански войни през XVI век. По това време започват да се събират и печатат бугарщици.
По време на дългата война излиза и „Царството на славяните“, а хърватския мисионер Юрай Крижанич изработва свой проект за общославянска лингва франка – всеславянски език. Хърватският панславянски прототип не намира радушен прием в Руското царство, но след реформите на Петър Велики и прогласяването на Руската империя, първа задача на първия руски император е да издаде на руски език „Царството на славяните“.  По времето на Екатерина Велика, с подялбите на Полша, възниква необходимост от спояване на многобройните славянски народи в империята.
Въпреки това панславизмът като цялостно движение се заражда до голяма степен по подобие на пангерманизма като чувство за единство и национализъм при отделни етнически групи под френско господство по времето на Наполеоновите войни, т.е. с възникването и възхода на национализма.
За пръв път терминът панславизъм е използван от чешкия учен Ян Херкел през 1826 г. Повлияни от военните успехи на Руската империя, много славянски активисти свързват мечтите си за еманципация спрямо властващите германци, австрийци и османци с помощта на Санкт Петербург. Други, като чеха Ф. Палацки, се надяват Австрийската империя да стане федерация на славяни, австрийци и унгарци. След нейното преобразуване само в Австро-Унгария той променя възгледите си.
В самата Русия в края на 1830-те години, основно в трудовете на Михаил Погодин, се развиват идеите за превъзходството на славяните над „западняците“. Други известни славянофили като Иван Аксаков, Алексей Хомяков, Иван Киреевски противопоставят православния свят на „болната Европа“. През 1867 г. в Москва е проведен славянски конгрес, след което започват да се сформират славянски комитети. Редица висши руски офицери, като княз В. Черкаски, генералите М. Г. Черняев, М. Д. Скобелев, Р. А. Фадеев, са били привърженици на панславизма.
В края на XIX в. панславизмът в Русия значително губи популярност. Едва преди Първата световна война той отчасти се възражда под формата на неославизъм. Руските неослависти начело с граф В. Бобрински заедно с активисти от други славянски страни (чеха К. Крамарж, словенеца И. Грабар и др.) провеждат славянски конгреси в Прага (1906) и София (1910) с цел да се постигне междуславянско сближение пред лицето на евентуалната немска заплаха.
Революционните събития от 1917 г. обаче погребват за дълги години идеите на панславизма в Русия. Те се изваждат от нафталина едва по време на Великата отечествена война. През август 1941 г. в Москва се учредява Всеславянски комитет. В САЩ, Великобритания, Канада и др. започват да се създават славянски комитети с участието на комунисти от славянски произход. През 1946 г. в Белград се провежда Всеславянски конгрес с участието на делегати от всички славянски страни, но след изострянето на отношенията между СССР и Югославия всички славянски комитети прекратяват дейността си.

## Съвременно състояние
След провалите на маломащабни проекти, като обединението на Чехословакия и Югославия, идеята за политическо обединение във всеобщ мащаб се смята за мъртва, за разлика от езиковото, историческо и културно сътрудничество в общност и разнообразни форуми. Славянските държави по принцип поддържат добри отношения една с друга, но нищо освен организации, ориентирани към общите култура и наследство не се предвижда като обединителен подход сред славянските страни в Европа.